# Linden (Iowa)
Linden – miasto w Stanach Zjednoczonych, w stanie Iowa, w hrabstwie Dallas. W 2000 liczyło 226 mieszkańców.